# مورال اورل
مورال اورل (به انگلیسی: Moral Orel) یک مجموعه آمریکایی درام کمدی سیاه پویانمایی استاپ موشن بزرگسالان است که توسط دینو استاماتوپولوس ساخته شده‌است که در ابتدا از ۱۳ دسامبر ۲۰۰۵ تا ۱۸ دسامبر ۲۰۰۸ در بلوک برنامه‌نویسی شبانه ادالت سویم شبکه کارتون پخش شد. این مجموعه داستان اورل پاپینگتون نامدار، یک پروتستان جوان خوش شانس و ساده لوح را دنبال می‌کند که تعهد خود را به خدا نشان می‌دهد، در حالی که با بدبینی پدر بدرفتار و الکلی خود، مادر بی حال خود، و شهر مذهبی پروتستان مورالتون برخورد می‌کند. او در مورالتون ساکن است.
این نمایش، عمدتاً در فصل نخست و فصل دوم (به استثنای دو قسمتی «طبیعت»)، طنزی مستقیم از کهن الگوهای زندگی حومه‌ای آمریکای میانه، فرهنگ پروتستان آنگلوساکسون سفید امروزی و بنیادگرایی مذهبی است. دو قسمتی «طبیعت» و فصل آخر در یک تداوم غیرخطی اما اپیزود به اپیزود نمایش داده می‌شود که در آن تغییر نمایش از یک کمدی سیاه طنز به یک کمدی-درام روان‌شناختی نیهیلیستی و تاریک نشان داده شده‌است. اعتقادات و ذهنیت شخصیت‌های دیگر (به معنای بسط داستان‌های فرعی دو فصل نخست)، بررسی موضوعاتی مانند سوء استفاده جنسی از کودکان، تجاوز جنسی، سقط جنین، همجنس‌گرایی پنهان و عقده ادیپ.
این مجموعه با عنوان «دیوی و جالوت با پارک جنوبی ملاقات می‌کند» توصیف شده‌است. با این حال، استاماتوپولوس مقایسه با دیوی و گولیات را رد می‌کند و به نیویورک تایمز می‌گوید که مورال اورل از ایده‌ای برای ارسال یک کمدی کمدی به سبک بیور در دهه ۱۹۵۰ که ایگی پاپ در آن نقش آفرینی می‌کرد، رشد کرد. این مجموعه به دلیل اجراها، شخصیت پردازی، وزن عاطفی و نمایش صریح موضوع خود مورد تحسین منتقدان و مخاطبان قرار گرفت و در طول سالیان متمادی محبوبیت زیادی پیدا کرد.
در سال ۲۰۰۸ در کامیک کان سن دیگو، استاماتوپولوس اعلام کرد که مجموعه برای فصل چهارم تمدید نخواهد شد. فصل آخر با تکرارهای دو فصل نخست پخش شد، زیرا بسیاری از قسمت‌ها به موازات وقایع قسمت‌های گذشته اتفاق افتادند. این رویداد که "۴۴ شب اورل" نام داشت، توسط استاماتوپولوس و دیگران میزبانی شد و در ۶ اکتبر ۲۰۰۸ آغاز شد و تا ۱۸ دسامبر، زمانی که قسمت پایانی مجموعه پخش شد، ادامه داشت. پیش‌درآمد ویژه ای با عنوان «پیش از اورل: اعتماد»، به معنای کاوش در منشأ مسیحیت اورل است که بعداً در ۱۹ نوامبر ۲۰۱۲ پخش شد

## پی‌رنگ
مورال اورل در پایتخت خیالی مورالتون در ایالت خیالی کمربند کتاب مقدس ایالت ایالت سوتا می‌گذرد. با توجه به کره ای که در تیتراژ ابتدایی نشان داده شده‌است، مورالتون دقیقاً در مرکز ایالات متحده است و یک کلیسا در مرکز شهر دقیقاً قرار دارد. قهرمان داستان، اورل پوپینگتون ۱۲ ساله، دانش آموز مدرسه ابتدایی آلفرد جی. دیوراما است، که سعی می‌کند با قوانین اخلاقی مسیحی پروتستانی بنیادگرا که در کلیسا بیان شده یا توسط پدر بداخلاقش، کلی پوپینگتون، زندگی کند. اورل ساده لوحانه این کد را تا حد فاجعه بار دنبال می‌کند.
این مجموعه که در ابتدا به عنوان یک کمدی سیاه طنز و در نقد بنیادگرایی مذهبی شروع شد، شروع به شکستن داستان‌های فرعی فصل‌های قبل می‌کند و به تدریج در دو قسمت پایانی فصل دوم («طبیعت» و «بخش طبیعت» به یک درام روان‌شناختی تاریک تبدیل می‌شود. ۲")، و سپس کل قسمت از فصل سوم و آخر که به پیامدهای ناراحت‌کننده عاطفی ناشی از اختلال عملکرد ساکنان مورالتون می‌پردازد.

## پخش بین‌المللی
در کانادا، مورال اورل قبلاً در تلویزیون تله‌تون در شب پخش شد و در حال حاضر در نسخه کانادایی ادالت سویم پخش می‌شود.

## شخصیت‌ها
- اورل پوپینگتون (با صداپیشگی کارولین لارنس) یک پسر ۱۲ ساله مسیحی متعهد است که با شادی و ساده لوحی با پدری بدسرپرست، مادری از نظر عاطفی دور و ریاکاری بزرگسالان مذهبی که با او روبرو می‌شود برخورد می‌کند. در طول مجموعه، او ماهیت واقعی پدر و مادرش و شهر را می‌آموزد و جهان بینی کودک مانند خود را گسترش می‌دهد. او خوشبین و تقریباً بی گناه است و به همین دلیل در موقعیت‌های ناراحت‌کننده ای قرار می‌گیرد.
- کلی پوپینگتون (با صداپیشگی اسکات ادسیت) پدر سرکوب شده و منفور اورل است. او ساختارشکنی از نقش معمولی پدری هسته ای دهه ۵۰ است و به شدت به سبک سنتی فرزندپروری پایبند است. او یک الکلی بدبین و یک همجنس‌گرا است (به‌طور متناوب، می‌توان او را به عنوان دوجنس گرا تعبیر کرد) که از شغل بن‌بست خود (جایی که مشخص می‌شود شهردار مورالتون است) و همسرش بلوبرتا متنفر است. او به‌طور گسترده‌ای به عنوان آنتاگونیست اصلی مجموعه شناخته می‌شود و رفتارهای توهین آمیز را با تمام خانواده خود نشان می‌دهد. او در کودکی تا زمان مرگ مادرش رابطه ای چسبناک و بیش از حد دلبسته با مادرش داشت. او به دلیل گناه از مرگ مادرش توسط پدرش که از نظر عاطفی سرد بود احساس بی‌ارزشی کرد، که به شدت بر احساسات و رابطه او با اورل تأثیر می‌گذارد و باعث شکستگی او شده‌است.
- بلوبرتا پوپینگتون (با صداپیشگی بریتا فیلیپس) مادر وسواسی-اجباری، نرم زبان و در عین حال از نظر عاطفی دور اورل است. او تمایل دارد که تمام درگیری‌ها یا مشکلات را نادیده بگیرد و نسبت به شوهرش، کلی، تحقیر می‌کند. به او نشان داده می‌شود که همه چیز را تمیز کند و (در فصل ۳) به‌طور وسواس گونه خودزنی را انجام دهد تا خود را از احساس حقارت در خانواده اش دور کند. او مردم‌پسند است و می‌خواهد برای عشق به مردم کمک کند، گاهی اوقات تا حد افراط. در حالی که او شخصیتی شاد و در عین حال کم هوش دارد، پنهانی افسرده‌است و آرزوی زندگی بهتری دارد.
- شیپی پوپینگتون (با صداپیشگی تایگر استاماتوپولوس)، برادر ناتنی اورل، یک کودک ۷ ساله بدرفتار و دارای اختلال رشد است که کار کمی انجام می‌دهد، اما معمولاً به‌طور نامنسجمی فریاد می‌زند و فریاد می‌زند و عمل می‌کند. دیالوگ او تا اپیزود «قربانی» فقط از چند کلمه متفاوت تشکیل شده‌است.
- کشیش راد پوتی (با صدای ویلیام سالیرز)، کشیش ساکن شهر، مردی آرام، تنها و ناامید از نظر جنسی است که اورل به دنبال مشاوره برای او است. در ابتدای مجموعه، او متعصب، خود شیفته و افسرده نشان داده شده‌است. به همین دلیل، او احساسات ناپایدار خود را در خطبه‌های خود به نمایش می‌گذارد. با این حال، با شروع فصل ۲، او رابطه سالمی با دخترش استفانی، یک پانک-راک و یک لزبین که یک فروشگاه جنسی دارد، به اشتراک می‌گذارد. این به او اجازه می‌دهد تا کمی ذهن بازتر، مهربان تر و مثبت‌اندیش تر شود.
- مربی دانیل استاپفریم (با صداپیشگی در ابتدا جی جانستون و بعداً توسط اسکات ادسیت) معلم ورزشگاه مدرسه نیهیلیستی و طعنه آمیز اورل است و بعداً مشخص شد که پدر بیولوژیکی شاپی است. او به اعمال شیطان‌پرستی و مسیحیت می‌پردازد، اما نسبت به دین بدبین است. او عاشق پدر اورل، کلی است. در حالی که آنها در پایان فصل نخست یک رابطه نامحسوس را آغاز می‌کنند، کلی اعتراف می‌کند که در پایان مجموعه در مقابل خانواده اش عاشق او شده‌است. او در فینال با اورل پیوند می‌زند و کلی را به دلیل توهین به او رد می‌کند.
- داغی لچکی (با صدای اسکات ادسیت) دوست صمیمی اورل حساس، بی‌هوش، گهگاهی عصبی و به راحتی می‌ترسد، که اغلب نگران اورل است که او را در ماجراجویی دنبال می‌کند. نام خانوادگی او از عبارت Latchkey kid گرفته شده‌است که به کودکی اطلاق می‌شود که والدینش کمتر درگیر زندگی او هستند. به همین دلیل، او اغلب در مورد زندگی خانگی خود ناامن و غمگین به نظر می‌رسد.
- Joe Secondopinionson (با صداپیشگی Jay Johnston) برادرزاده مربی استاپفریم و پسر پرستار بندی است. او که به عنوان قلدر مدرسه شناخته می‌شود، رفتارهای خشونت‌آمیز را به دوستان خود نشان می‌دهد و اغلب آنها را مسخره می‌کند. با این حال، پس از ملاقات با مادرش، از نظر عاطفی نرم می‌شود. او که با پدری سالخورده بزرگ می‌شود که او را نادیده می‌گرفت، از پیر شدن می‌ترسد و باعث می‌شود رفتاری کودکانه و ناپخته از خود نشان دهد.
- استفانی پوتی (با صدای بریتا فیلیپس) یک لزبین پانک و ملحد است که بعداً مشخص شد دختر کشیش پوتی است. او یک شهروند خارج از شهر است، هم سطح‌ترین است، و تنها کسی است که در مورد اعتقاداتش صادق است. او اغلب صدای استدلال اورل است و به‌عنوان فوق‌العاده خونگرم، فهمیده و همدل توصیف می‌شود. او به عنوان یک شخصیت والدین برای او عمل می‌کند و رابطه خود را با پدرش توسعه می‌دهد.
- نورسولا (پرستار) بندی (با صداپیشگی بریتا فیلیپس) پرستار مدرسه است که به عنوان یک بلوند گنگ تصور می‌شود و مانند دوچرخه شهر با او رفتار می‌شود. در حالی که در ابتدای مجموعه در ابتدا خسته و بداخلاق بود، به خاطر پسرش، جو، تبدیل به فردی حباب‌باز و دلسوز می‌شود. در داستان او، مشخص شده‌است که او قربانی آزار جنسی بوده و از طریق قهقرایی کودکانه با آن کنار می‌آید. او بسیار ایده آلیست است و آرزوی یک خانواده واقعی را دارد.
- خانم ثانویونسون (با صدای جف دیویس) منشی مدرسه است که صدای عمیقی دارد که باید هنگام پاسخ دادن به تلفن پنهان شود. او با جو و پدرش زندگی می‌کند و خواهر ناتنی جو ثانویونسون است.

## فصل‌ها
فصل نخست مجموعه مورال اورل از یک فرمول استاندارد پیروی می‌کند، که در آن اورل موعظه‌ای را می‌شنود که کشیش راد پوتی در کلیسا در روز یکشنبه ایراد می‌شود، و سپس بر اساس تلاش‌هایش برای زندگی بر اساس تفسیر (معمولاً منحرف) خود از داستان، به یک ماجراجویی ناگوار می‌پردازد. خطبه و درس آن در پایان هر قسمت، پدرش به شدت وضعیت را متوقف می‌کرد و اورل را با تنبیه بدنی «اصلاح» می‌کرد تا تفسیری حتی نادرست‌تر ارائه دهد (در فصل نخست، معمولاً یکی از «فرمان‌های گمشده» کلی. ") خطبه کلیسا. یکی از نکات مهم نمایش این بود که قبل از پخش تیتراژ پایانی، شلوار کلی وقتی از روی صندلی می‌ایستاد، پایین می‌افتد، زیرا قبلاً کمربندش را برای تنبیه اورل برداشته بود. در طول فصل، شخصیت‌های اصلی مجموعه معرفی می‌شوند و داستان‌های فرعی مختلفی شکل می‌گیرند، مانند پدر اورل که یک دوجنس‌گرای سربسته عاشق معلم ورزش اورل است و مادر اورل یک زن خانه‌دار ناخوشایند است که احساس می‌کند در ازدواجش گرفتار شده‌است.
قالب فصل دوم مجموعه شکل فصل نخست را می‌شکند و بر اساس داستان‌های فرعی معرفی شده در فصل نخست شروع می‌شود و آنها را به تمرکز اصلی مجموعه تبدیل می‌کند. در حالی که اورل هنوز قهرمان و شخصیت اصلی است، کمتر به یک کاتالیزور برای رویدادهای هر قسمت تبدیل می‌شود تا یک نظاره گر ناآگاه که اغلب در انتها گیج و مأیوس می‌شود و خود را نمی‌تواند طبیعت و ایمان خوش‌بینانه خود را با فساد و بدبینی بزرگسالان اطرافش وفق دهد. مخصوصاً پدرش این فصل در یک قسمت دو قسمتی به یک سفر کمپینگ که طی آن اورل تمام ایمان و اعتماد خود را به پدرش از دست داد، به اوج خود می‌رسد. فصل پایانی - "طبیعت (قسمت ۱)" و "طبیعت (قسمت ۲)" - چرخشی بسیار تیره‌تر را در لحن مجموعه نشان می‌دهد، و تأکیدی بر تقلید بدبینانه قسمت‌های قبلی به نفع بررسی مضامین نگران‌کننده‌تر می‌کند.
فصل سوم و آخر مجموعه مورال اورل به صورت یک داستان ۱۳ قسمتی به هم پیوسته‌است که به رویدادهای منتهی به و در طول سفر کمپینگ و پیامدهای گسترده آنها می‌پردازد. مشخص می‌شود که در طول سفر، کلی مست می‌شود و به پای اورل شلیک می‌کند و پس از آن عدم پشیمانی کامل یا احساس مسئولیت را نشان می‌دهد. اوج این مجموعه به انحلال نهایی رابطه کلی با مربی اورل می‌شود و فاش می‌شود که اورل روزی می‌تواند دوران کودکی دردناک خود را پشت سر بگذارد تا خانواده‌ای بهتر از خانواده‌ای که در آن بزرگ شده تشکیل دهد.
در ابتدا، قبل از اینکه به فصل سوم ۱۳ قسمتی کاهش یابد و بعداً لغو شود، این مجموعه قرار بود دو فصل دیگر داشته باشد و به نمایشی با عنوان مورالتون تبدیل شود که حول زندگی ساکنان مورالتون به‌طور کلی می‌چرخد.
این مجموعه در طول پخش خود با مشکل مواجه بود. بر خلاف میل خالق استاماتوپولوس، قسمت پایانی فصل نخست با مضمون کریسمس، «بهترین کریسمس همیشه» به عنوان نخستین نمایش مجموعه پخش شد. Adult Swim می‌خواست این نمایش را در دسامبر به عنوان بخشی از یک بلوک برنامه‌نویسی با موضوع تعطیلات اجرا کند. این اپیزود اوج داستان‌های متعددی را نشان می‌دهد که در طول فصل نخست توسعه یافته‌اند و با صخره‌ای به پایان می‌رسد که بینندگان را گیج می‌کند و سوالاتی را در تابلوی پیام Adult Swim ایجاد می‌کند که آیا این اپیزود یک شوخی عملی است یا نه. هنگامی که این مجموعه در نهایت به نمایش درآمد، سه قسمت از فصل نخست از پخش به تعویق افتاد زیرا بخش استانداردها و اقدامات شبکه آنها را بسیار تاریک و از نظر جنسی صریح تشخیص داد. همه در نهایت تأیید شدند. دو در می ۲۰۰۶ و سومی در ۳۱ ژوئیه ۲۰۰۶ پخش شد. این مجموعه در نهایت با تولید نشدن هفت فیلمنامه لغو شد و فصل سوم از بیست قسمت مورد نظر به سیزده کاهش یافت.

## ویژه ۲۰۱۲
پس از مینی ماراتن هالووین در سال ۲۰۱۱ برای فرانک هول مری شلی، خود اورل، ویژه آینده Moral Orel و انتشار آن را «در آینده ای نزدیک» اعلام کرد. «Beforel Orel» در صفحه رسمی توییتر دینو رسماً اعلام شد. این ویژه در یک بیانیه مطبوعاتی توسط Adult Swim به عنوان «[یک] ویژه اورل مورال که منشأ ماهیت مذهبی اورل و تولد برادرش، شاپی را روشن می‌کند» توصیف شد. نخستین بار در دوشنبه ۱۹ نوامبر ۲۰۱۲ انجام شد.

## انتشار خانگی
در ۲۴ آوریل ۲۰۰۷، جلد نخست: نسخه نامقدس منتشر شد که شامل ۱۵ قسمت نخست بود و تمام فصل نخست و پنج قسمت نخست فصل دوم را پوشش می‌داد. این تنها نسخه در ایالات متحده بود که بعداً به عنوان بخشی از مجموعه شنای بزرگسالان در جعبه در سال ۲۰۰۹ گنجانده شد. در اکتبر ۲۰۰۷، مدمن انترتینمنت مجموعه ای مشابه جلد نخست را در استرالیا منتشر کرد. از سال ۲۰۱۰، Madman به انتشار مجموعه ادامه داد و با جلد دوم که شامل بقیه فصل دوم بود و سپس جلد سوم که تمام فصل سوم را شامل می‌شد، شروع کرد. سپس، مجموعه درس‌های کامل را منتشر کردند که دیسک‌ها را از مجلدهای منتشر شده قبلی گردآوری می‌کرد.
| نام دی وی دی     | تاریخ انتشار  | قسمت # | اطلاعات تکمیلی |
| ---------------- | ------------- | ------ | --- |
| جلد نخست         | ۲۴ آوریل ۲۰۰۷ | ۱۵     | این مجموعه جعبه‌دار ۲ دیسکی شامل ۱۵ قسمت نخست مجموعه، بدون سانسور و به ترتیب تولید ("بزرگترین هدیه پروردگار" از طریق "توهین آمیز" در فصل ۲ است و شامل کل فصل ۱ به همراه قسمت‌های اضافی فصل ۲ "خداوند" است. تصویر، «شیطان»، «اورل عنصری» و «عشق»). از ویژگی‌های ویژه می‌توان به نسخه بریده‌شده کارگردانی «God's Chef»، صحنه‌های حذف شده، تفسیر صوتی و فیلم «پشت صحنه» اشاره کرد. توجه: این تنها نسخه منتشر شده از این مجموعه در آمریکای شمالی است |
| جلد دوم          | ۲۰۱۰          | ۱۵     | این مجموعه تک دیسکی شامل ۱۵ قسمت بعدی مجموعه است که نیمه دوم فصل دوم هستند، بدون سانسور و به ترتیب تولید ("اشتباهات خداً تا "طبیعت، قسمت دوم"). ویژگی‌های ویژه شامل پروفایل شخصیت‌ها، تخم‌مرغ‌های عید پاک و تریلر است توجه: فقط در استرالیا منتشر شده‌است |
| جلد سوم          | ۲۰۱۱          | ۱۳     | این مجموعه تک دیسکی شامل ۱۳ قسمت پایانی مجموعه است که کل فصل سوم، بدون سانسور و به ترتیب تولید است («بی‌حس» تا «عزت»). ویژگی‌های ویژه شامل تفسیر ویدیویی با سازنده مجموعه، دینو استاماتوپولوس، تخم‌مرغ‌های عید پاک، و تریلر است. توجه: فقط در استرالیا منتشر شده‌است |
| مجموعه دروس کامل | ۲۰۱۲          | ۴۳     | این مجموعه تلفیقی ۴ دیسکی شامل کل مجموعه است، بدون سانسور و به ترتیب تولید ("بزرگترین هدیه خداوند" تا "Honor"). ویژگی‌های ویژه عبارتند از تفسیر صوتی، تفسیر ویدیویی، پانل کامیک کان Awkward ۲۰۰۷، صحنه‌های حذف شده، تخم‌مرغ‌های عید پاک، قسمت‌های برش کارگردان، و ویژگی‌های پشت صحنه. توجه: فقط در استرالیا منتشر شده‌است |

کل نمایش برای خرید در فروشگاه‌های مختلف ویدیوی دیجیتالی در دسترس بوده‌است.
این مجموعه همچنین از ۱ سپتامبر ۲۰۲۰ برای تماشا در MAX در دسترس است